# Kaczki
Kaczki is een plaats in het Poolse district  Gdański, woiwodschap Pommeren. De plaats maakt deel uit van de gemeente Trąbki Wielkie en telt 254 inwoners.